# ムーキー・ベッツ
マーカス・リン・ベッツ（Markus Lynn "Mookie" Betts, 1992年10月7日 - ）は、アメリカ合衆国テネシー州ブレントウッド出身のプロ野球選手（外野手、内野手）。右投右打。MLBのロサンゼルス・ドジャース所属。
叔父に元メジャーリーガーのテリー・シャンパートがいる。

## 経歴

### プロ入り前
4歳か5歳の頃は余りに体が小さすぎたため、どのリトルリーグのチームからも入団を拒否された。それを受け、ベッツの母は他の似た境遇の子供たちを集めてリトルリーグのチームを結成し、監督も務めた。ベッツは幼少期から打球速度や足の速さにおいて目を見張るものがあり、さらに母が厳しくする必要がないぐらい向上心・競争心が強かった。メジャー昇格後も母は建設的な批評をベッツに提供するなど、叱り役であると同時に理解者である。
高校時代も体が小さいことを理由に当時のMLBのスカウトから低評価を受けていた。ドラフト上位指名が望めない状況の中、奨学金を提示してくれたヴァンダービルト大学やミシシッピ大学などの有名強豪大学の進学を考慮して、地元の名門テネシー大学への進学を決断した。

### プロ入りとレッドソックス時代
2011年のMLBドラフト5巡目（全体172位）でボストン・レッドソックスから指名され、8月15日に契約。だが大学進学が既定路線だったため、入団交渉は難航を極めた。レッドソックスが最初に提示した契約金は相場の40万ドル程度（約6000万円）だったが、交渉の過程で契約金は上昇していき、最終的には75万ドル（約1億1250万円）で合意。ベッツ自身は「レッドソックスが熱心に交渉してくれたから、大学進学からプロ入りへ、気持ちが変わった。僕を指名したのが他チームだったら、大学に進学していたと思う」と回顧している。
同年はルーキー級ガルフ・コーストリーグ・レッドソックスで1試合に出場した。

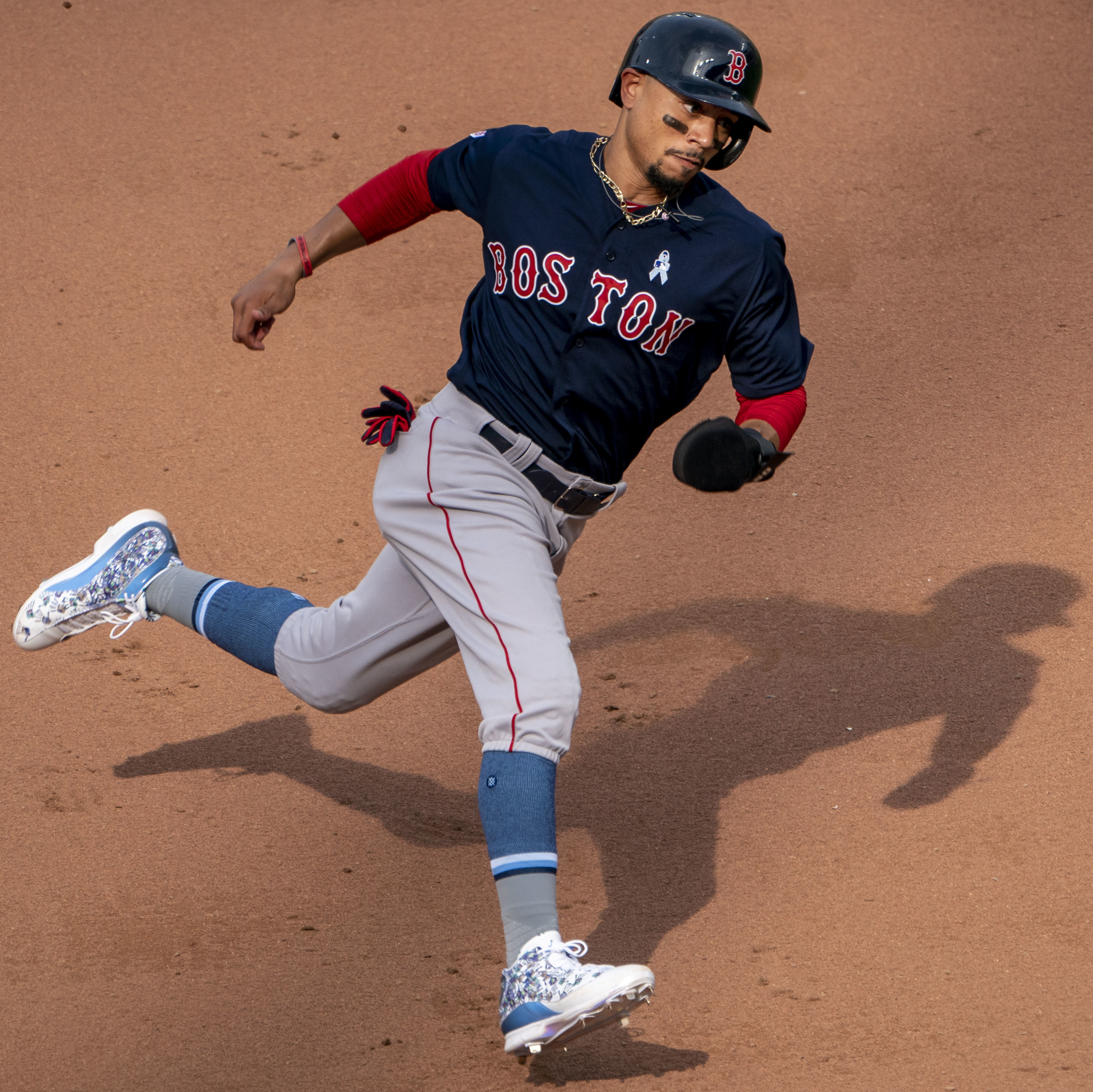
2019年6月16日

2012年はA-級ローウェル・スピナーズでプレーし、71試合に出場して打率.267、31打点、20盗塁を記録した。
2013年はまずA級グリーンビル・ドライブでプレーし、76試合に出場して打率.296、8本塁打、26打点、18盗塁を記録した。7月にA+級セイラム・レッドソックスへ昇格。51試合に出場して打率.341、7本塁打、39打点、20盗塁を記録した。
2014年はAA級ポートランド・シードッグスで開幕を迎え、54試合に出場。打率.355、6本塁打、34打点、22盗塁という成績を残した。6月にAAA級ポータケット・レッドソックスへ昇格。23試合に出場して打率.322、2本塁打、14打点、7盗塁とAAA級でも結果を残し、6月28日にレッドソックスとメジャー契約を結んだ。翌29日のニューヨーク・ヤンキース戦でメジャーデビュー。「8番・右翼手」で先発起用され、4回表の2打席目にチェイス・ウィットリーからメジャー初安打となる中前打を放った。この日は3打数1安打、1四球だった。7月2日のシカゴ・カブス戦では、カルロス・ビヤヌエバからMLB初本塁打を記録した。以後は、中堅手や右翼手、二塁手で起用され、52試合の出場で打率.291、5本塁打、18打点、7盗塁、出塁率.368を記録した。
2015年は中堅手のレギュラーに定着し初めて規定打席に到達した。前年を大きく上回る145試合に出場し、打率.291、18本塁打、77打点、21盗塁、出塁率.341を記録した。
2016年はジャッキー・ブラッドリー・ジュニアが中堅手のレギュラーに固定されたため、このシーズンからは右翼手へ完全コンバートされた。4月11日のボルチモア・オリオールズ戦でザック・ブリットンから本塁打を記録し、この本塁打がブリットンのシーズン唯一の被本塁打となった。5月31日のオリオールズ戦では自身初の1試合3本塁打を放ち、うち2本は初回の先頭打者本塁打と2回に放ったものだった。翌日の同カードでも2試合連続で初回と2回に本塁打を放ち、初回と2回にそれぞれ本塁打を2試合続けて放った史上初のMLB選手となった。以降も好調を維持しファン投票では外野手部門3位となり、オールスターゲームに初選出された。オールスターゲームでは初打席でジョニー・クエトから安打を記録した。後半戦は8月14日のアリゾナ・ダイヤモンドバックス戦でも1試合3本塁打を放ち、史上21人目となるシーズン2度目の1試合3本塁打を記録した。最終的には158試合に出場して、打率.318、31本塁打、113打点、26盗塁、出塁率.363を記録し、自身初となる3割・30本塁打・100打点を達成した。オフには自身初となるシルバースラッガー賞とゴールドグラブ賞を受賞した。
2017年はマイク・トラウトの代役として2年連続2度目のオールスターゲーム選出を果たした。7月2日のトロント・ブルージェイズ戦では「1番打者としてはMLBタイ記録となる1試合8打点」を記録し、2003年のロニー・ベリアード以来、14年ぶりの記録となった。このシーズンは153試合に出場し、打率.264、24本塁打、102打点、26盗塁、出塁率.344を記録した。オフに2年連続となるゴールドグラブ賞を受賞した。
2018年は前半戦から打率.359を記録するなど非常に好調で、オールスターゲームのファン投票ではトラウトやアーロン・ジャッジらを抑えて外野手部門1位となり、3年連続3度目の選出を果たした。後半戦の故障もあってか出場試合数は前年より減少したが、136試合に出場し、打率.346、32本塁打、80打点、30盗塁、リーグ2位となる出塁率.438を記録し、自身初となる首位打者のタイトルを獲得した。その他にも30本塁打、30盗塁、トリプルスリーを達成し、129得点と長打率.640は共にリーグトップを記録した。地区3連覇及び5年ぶり9度目となるワールドシリーズ優勝に貢献した。オフにはMVP投票資格を持つ30人中28人から1位票を獲得し、自身初となるMVPを獲得した。自身2度目となるシルバースラッガー賞、3年連続となるゴールドグラブ賞をはじめ、数多くの表彰を獲得した。
2019年はシーズン開幕前に監督のアレックス・コーラがベッツをこのシーズンから2番打者として起用する方針を示したが、わずか2カ月後の6月初旬には従来通りの1番打者に戻された。また、オールスターゲームに4年連続で選出された。7月26日のヤンキース戦ではジェームズ・パクストンから1試合3本塁打を記録した。最終的に150試合に出場して打率.295、29本塁打、80打点、16盗塁、出塁率.391を記録し、135得点は2年連続となるリーグトップを記録した。オフには2年連続3度目となるシルバースラッガー賞と4年連続でゴールドグラブ賞を受賞した。また、同年から新設されたオールMLBチームのセカンドチーム外野手の1人に選出された。
2020年1月10日に年俸調停の権利を持つ選手の単年契約では最高額となる2700万ドルで契約更改し、2019年にノーラン・アレナドがコロラド・ロッキーズと結んだ2600万ドルを超えて史上最高額となった。

### ドジャース時代
2020年2月10日にアレックス・ベルドゥーゴ、ジーター・ダウンズ、コナー・ウォンとのトレードで、デビッド・プライスと共にロサンゼルス・ドジャースへ移籍した。契約更改をした後のトレードだったこともあり、2020年の年俸である2700万ドルはドジャース側が全額負担することとなった。7月22日にはドジャースと12年総額3億6500万ドルで契約を延長したことが発表された。マイク・トラウトが2019年3月に結んだ12年総額4億3200万ドルに次ぐ大型契約だが、現在の契約と合わせると13年総額3億9200万ドルとなり、トラウトを上回るMLB最長契約となった。契約金として総額6500万ドルが含まれ、平均年俸は3024万ドルとなった。
シーズンでは8月27日のサンフランシスコ・ジャイアンツとのダブルヘッダー第1戦目でアンドリュー・スアレスから通算1000本安打を達成した。このシーズンはCOVID-19の影響で全60試合の短縮シーズンとなる中、55試合に出場し、打率.292、ナショナルリーグ3位（チーム内トップ）となる16本塁打、39打点、10盗塁、出塁率.366を記録し、地区8連覇の原動力となった。ポストシーズンでは、ワイルドカードシリーズより、不動の「1番・右翼手」で起用されると、アトランタ・ブレーブスとの対戦となったリーグチャンピオンシップシリーズでは、1勝3敗と後のない状況で迎えた第5戦以降、度重なる好守でチームを救った。第5戦では、2点ビハインドの3回裏、一死二・三塁の場面で、ダンズビー・スワンソンの放った右翼前に落ちようかという打球を好捕。さらにタッチアップを試みた三塁走者のマーセル・オズナが、ベッツの捕球よりも早く離塁していたため併殺成立となり、その後のチームの逆転を呼び込んだ。第6戦では、3点リードの5回裏、二死一塁の場面で、マーセル・オズナのフェンス際への大飛球をジャンピングキャッチした。さらに最終第7戦では、1点ビハインドの5回表、フレディ・フリーマンのフェンスオーバーかと思われた打球を捕球。追加点を阻止すると、その後ドジャースはエンリケ・ヘルナンデスとコディ・ベリンジャーがそれぞれ本塁打を記録し、ワールドシリーズ進出を果たした。ベッツ個人としては、レッドソックスの一員として奇しくもドジャースを破ってワールドシリーズ優勝を果たした2018年以来2年ぶりのワールドシリーズ出場となった。タンパベイ・レイズとの対戦となったワールドシリーズ第1戦では、ワールドシリーズ史上初となる1試合2盗塁、2得点、1本塁打を記録した。その後、ドジャースが3勝2敗と優勝に王手をかけて迎えた第6戦では、2-1と1点リードの8回裏にピート・フェアバンクスから貴重な追加点となる左中間へのソロ本塁打を記録した。この試合はそのままドジャースが逃げ切り、自身2度目となるワールドシリーズ優勝を果たした。オフの12月9日にオールMLBチームのファーストチーム外野手に初選出された。
2021年7月4日に選手間投票で控え野手として通算5度目となるオールスターゲームに選出されたが、辞退している。7月25日に右股関節の炎症のため10日間の故障者リスト入りし、8月1日に復帰したが8月11日に再び10日間の故障者リスト入りした（適用開始日は8月8日）。
2022年は通算6度目となるオールスターゲームに選出された。最終的にキャリアハイとなる35本塁打を記録した。オフに6度目のゴールドグラブ賞、5度目のシルバースラッガー賞を受賞。12月5日にはファーストチームの外野手の1人として2年ぶり2度目、通算では2年ぶり3度目となるオールMLBチームに選出された。
2023年はシーズン開幕前の2月10日に第5回WBCのアメリカ合衆国代表に選出された。シーズンでは6月29日にファン投票の外野手部門では4度目、7回連続7度目となるオールスターゲームに選出された。152試合の出場で打率.307、39本塁打、107打点を記録し、11月10日に6度目となるシルバースラッガー賞を受賞。MVP投票では2位だった。同年は右翼手の他にも二塁手として70試合、遊撃手として16試合に出場した。
2024年からは当初は正二塁手として起用されることになっていた。しかし怪我で全休明けのギャビン・ラックスが不調だったため、正遊撃手として起用されることになった。同年からドジャースに移籍した大谷翔平が2番打者に入ったため、1番・ベッツ、2番・大谷、3番・フレディ・フリーマンの強力打線を組む。シーズン途中までWARにおいてMVP級ペースの数字を稼いでいたが、6月16日に死球を受けて左手を骨折し、戦線離脱。8月12日から右翼手として復帰する。ベッツの代わりに1番に入っていた大谷が好調であったため、以降のベッツは2番として定着した。8月31日には大谷の先頭打者本塁打に続き、自身と3番のフリーマンも本塁打を放ち、2022年4月以来球団16度目、初回先頭打者からに限れば球団史上初（MLB史上9度目）となる3者連続本塁打となった。ワールドシリーズではファールボールを捕球したところヤンキースファンにボールをグラブの中から弾き飛ばされた。2024年は、シーズンでは負傷で離脱した期間があったが116試合に出場し、打率.289、19本塁打、75打点を記録した。過去2年間続いていたポストシーズンの不振から脱却し、パドレスとの地区シリーズ第3戦で先制本塁打を放ち、2022年のポストシーズン（PS）以来30打席ぶりに安打を放つと、そこからの活躍により自身3度目となるワールドシリーズ優勝を果たした。
2025年は日本で6年ぶりに開催するシカゴ・カブスとの東京ドームでの開幕戦「MLB東京シリーズ」にむけて、13日に訪日選手31人に選ばれ、同日中にドジャースの一員として訪日。しかし、現地で体調不良となり開幕戦は欠場することになった。

## 人物
頭文字が「MLB」になるように、両親が「Markus Lynn Betts」と名付けた。登録名でもあるムーキー（Mookie）は、生後間もないころに両親がつけたニックネームである。
高校2年時まではプロボウラーになることを夢見ていた。野球選手としてプロ入り後も趣味でボウリングを続けており、2015年オフからはネバダ州リノで開催されているプロボウリングPBAの国際イベント「ワールドシリーズ・オブ・ボウリング」に出場している。2017年の予選ではパーフェクトゲームの300点を達成して話題となった。プロ野球選手を引退した後はプロボウラーになると語っている。
イギリス王室のヘンリー王子妃メーガンとは遠縁関係にある。

## 選手としての特徴
スタットキャスト計測によるスプリント最高速度は2015年から継続してリーグ全体の75パーセンタイル前後の数字だが、2015年から2018年度まで4年連続で20盗塁以上を記録しており、キャリア通算での盗塁成功率83.4%は2019年シーズン終了時点で歴代18位である（500試合出場、80盗塁企図達成者）。
守備でも好成績を残しており、右翼手としては5年連続でUZR、DRS共にリーグトップを記録しており、ゴールドグラブ賞も4年連続で受賞している。また、右翼手のレギュラー定着以降の5年間でUZR+75.1、DRS+105を記録している。

## 詳細情報

### 年度別打撃成績
| 年 度     | 球 団     | 試 合 | 打 席 | 打 数 | 得 点 | 安 打 | 二 塁 打 | 三 塁 打 | 本 塁 打 | 塁 打 | 打 点 | 盗 塁 | 盗 塁 死 | 犠 打 | 犠 飛 | 四 球 | 敬 遠 | 死 球 | 三 振 | 併 殺 打 | 打 率 | 出 塁 率 | 長 打 率 | O P S |
| --------- | --------- | ----- | ----- | ----- | ----- | ----- | -------- | -------- | -------- | ----- | ----- | ----- | -------- | ----- | ----- | ----- | ----- | ----- | ----- | -------- | ----- | -------- | -------- | ----- |
| 2014      | BOS       | 52    | 213   | 189   | 34    | 55    | 12       | 1        | 5        | 84    | 18    | 7     | 3        | 1     | 0     | 21    | 0     | 2     | 31    | 2        | .291  | .368     | .444     | .812  |
| 2015      | BOS       | 145   | 654   | 597   | 92    | 174   | 42       | 8        | 18       | 286   | 77    | 21    | 6        | 3     | 6     | 46    | 1     | 2     | 82    | 2        | .291  | .341     | .479     | .820  |
| 2016      | BOS       | 158   | 730   | 672   | 122   | 214   | 42       | 5        | 31       | 359   | 113   | 26    | 4        | 0     | 7     | 49    | 1     | 2     | 80    | 12       | .318  | .363     | .534     | .897  |
| 2017      | BOS       | 153   | 712   | 628   | 101   | 166   | 46       | 2        | 24       | 288   | 102   | 26    | 3        | 0     | 5     | 77    | 9     | 2     | 79    | 9        | .264  | .344     | .459     | .803  |
| 2018      | BOS       | 136   | 614   | 520   | 129   | 180   | 47       | 5        | 32       | 333   | 80    | 30    | 6        | 0     | 5     | 81    | 8     | 8     | 91    | 5        | .346  | .438     | .640     | 1.078 |
| 2019      | BOS       | 150   | 706   | 597   | 135   | 176   | 40       | 5        | 29       | 313   | 80    | 16    | 3        | 0     | 9     | 97    | 6     | 3     | 101   | 11       | .295  | .391     | .524     | .915  |
| 2020      | LAD       | 55    | 246   | 219   | 47    | 64    | 9        | 1        | 16       | 123   | 39    | 10    | 2        | 0     | 1     | 24    | 1     | 2     | 38    | 2        | .292  | .366     | .562     | .927  |
| 2021      | LAD       | 122   | 550   | 466   | 93    | 123   | 29       | 3        | 23       | 227   | 58    | 10    | 5        | 0     | 5     | 68    | 2     | 11    | 86    | 5        | .264  | .367     | .487     | .854  |
| 2022      | LAD       | 142   | 639   | 572   | 117   | 154   | 40       | 3        | 35       | 305   | 82    | 12    | 2        | 0     | 4     | 55    | 0     | 8     | 104   | 8        | .269  | .340     | .533     | .873  |
| 2023      | LAD       | 152   | 693   | 584   | 126   | 179   | 40       | 1        | 39       | 338   | 107   | 14    | 3        | 0     | 5     | 96    | 3     | 8     | 107   | 5        | .307  | .408     | .579     | .987  |
| 2024      | LAD       | 116   | 516   | 450   | 75    | 130   | 24       | 5        | 19       | 221   | 75    | 16    | 2        | 0     | 4     | 61    | 2     | 1     | 57    | 10       | .289  | .372     | .491     | .863  |
| MLB：11年 | MLB：11年 | 1381  | 6273  | 5494  | 1071  | 1615  | 371      | 39       | 271      | 2877  | 831   | 188   | 39       | 4     | 51    | 675   | 33    | 49    | 856   | 71       | .294  | .373     | .524     | .897  |

- 2024年度シーズン終了時
- 各年度の太字はリーグ最高

### 年度別打撃成績所属リーグ内順位
| 年 度 | 年 齢 | リ ｜ グ   | 打 率 | 安 打 | 二 塁 打 | 三 塁 打 | 本 塁 打 | 打 点 | 盗 塁 | 出 塁 率 |
| ----- | ----- | ---------- | ----- | ----- | -------- | -------- | -------- | ----- | ----- | -------- |
| 2014  | 22    | ア・リーグ | -     | -     | -        | -        | -        | -     | -     | -        |
| 2015  | 23    | ア・リーグ | -     | -     | 3位      | 9位      | -        | -     | 10位  | -        |
| 2016  | 24    | ア・リーグ | 2位   | 2位   | 4位      | -        | -        | 4位   | 6位   | 10位     |
| 2017  | 25    | ア・リーグ | -     | -     | 3位      | -        | -        | 8位   | 8位   | -        |
| 2018  | 26    | ア・リーグ | 1位   | 5位   | 2位      | -        | 9位      | -     | 5位   | 2位      |
| 2019  | 27    | ア・リーグ | -     | 9位   | 7位      | -        | -        | -     | -     | 5位      |
| 2020  | 28    | ナ・リーグ | -     | -     | -        | -        | 5位      | -     | 5位   | -        |
| 2021  | 29    | ナ・リーグ | -     | -     | -        | -        | -        | -     | -     | -        |
| 2022  | 30    | ナ・リーグ | -     | -     | 7位      | -        | 5位      | -     | -     | -        |
| 2023  | 31    | ナ・リーグ | 5位   | 4位   | 2位      | -        | 6位      | 5位   | -     | 4位      |
| 2024  | 32    | ナ・リーグ | 7位   | -     | -        | -        | -        | -     | -     | 6位      |

- -は10位未満（打率は規定打席未到達の場合も-と表記）

### ポストシーズン打撃成績
| 年 度     | 球 団     | シ リ ｜ ズ | 試 合 | 打 席 | 打 数 | 得 点 | 安 打 | 二 塁 打 | 三 塁 打 | 本 塁 打 | 塁 打 | 打 点 | 盗 塁 | 盗 塁 死 | 犠 打 | 犠 飛 | 四 球 | 敬 遠 | 死 球 | 三 振 | 併 殺 打 | 打 率 | 出 塁 率 | 長 打 率 | O P S |
| --------- | --------- | ----------- | ----- | ----- | ----- | ----- | ----- | -------- | -------- | -------- | ----- | ----- | ----- | -------- | ----- | ----- | ----- | ----- | ----- | ----- | -------- | ----- | -------- | -------- | ----- |
| 2016      | BOS       | ALDS        | 3     | 12    | 10    | 1     | 2     | 1        | 0        | 0        | 3     | 0     | 0     | 0        | 0     | 0     | 2     | 0     | 0     | 1     | 1        | .200  | .333     | .300     | .633  |
| 2017      | BOS       | ALDS        | 4     | 17    | 16    | 2     | 5     | 2        | 0        | 0        | 7     | 0     | 1     | 0        | 0     | 0     | 1     | 0     | 0     | 4     | 0        | .313  | .353     | .438     | .790  |
| 2018      | BOS       | ALDS        | 4     | 19    | 16    | 3     | 3     | 1        | 0        | 0        | 4     | 2     | 0     | 0        | 0     | 0     | 3     | 2     | 0     | 4     | 0        | .188  | .316     | .250     | .566  |
| 2018      | BOS       | ALCS        | 5     | 25    | 23    | 5     | 5     | 2        | 0        | 0        | 7     | 1     | 0     | 0        | 0     | 0     | 1     | 0     | 1     | 2     | 0        | .217  | .280     | .304     | .584  |
| 2018      | BOS       | WS          | 5     | 26    | 23    | 5     | 5     | 1        | 0        | 1        | 9     | 1     | 1     | 0        | 0     | 0     | 3     | 2     | 0     | 6     | 0        | .217  | .308     | .391     | .699  |
| 2020      | LAD       | NLWC        | 2     | 8     | 7     | 1     | 3     | 3        | 0        | 0        | 6     | 3     | 0     | 0        | 0     | 0     | 1     | 0     | 0     | 3     | 0        | .429  | .500     | .857     | 1.357 |
| 2020      | LAD       | NLDS        | 3     | 15    | 12    | 5     | 4     | 2        | 0        | 0        | 6     | 1     | 1     | 0        | 0     | 1     | 2     | 0     | 0     | 2     | 0        | .333  | .400     | .500     | .900  |
| 2020      | LAD       | NLCS        | 7     | 31    | 26    | 4     | 7     | 1        | 0        | 0        | 8     | 1     | 1     | 0        | 0     | 0     | 5     | 0     | 0     | 4     | 1        | .269  | .387     | .308     | .695  |
| 2020      | LAD       | WS          | 6     | 28    | 26    | 5     | 7     | 2        | 0        | 2        | 15    | 3     | 4     | 0        | 0     | 0     | 2     | 0     | 0     | 7     | 0        | .269  | .321     | .577     | .898  |
| 2021      | LAD       | NLWC        | 1     | 4     | 4     | 0     | 2     | 0        | 0        | 0        | 2     | 0     | 0     | 0        | 0     | 0     | 0     | 0     | 0     | 0     | 0        | .500  | .500     | .500     | 1.000 |
| 2021      | LAD       | NLDS        | 5     | 22    | 20    | 2     | 9     | 0        | 0        | 1        | 12    | 4     | 2     | 0        | 0     | 1     | 1     | 0     | 0     | 2     | 0        | .450  | .455     | .600     | 1.055 |
| 2021      | LAD       | NLCS        | 6     | 27    | 23    | 4     | 4     | 1        | 0        | 0        | 5     | 1     | 4     | 0        | 0     | 0     | 4     | 0     | 0     | 3     | 1        | .174  | .296     | .217     | .514  |
| 2022      | LAD       | NLDS        | 4     | 18    | 14    | 2     | 2     | 1        | 0        | 0        | 3     | 1     | 0     | 1        | 0     | 1     | 3     | 0     | 0     | 4     | 0        | .143  | .278     | .214     | .492  |
| 2023      | LAD       | NLDS        | 3     | 12    | 11    | 1     | 0     | 0        | 0        | 0        | 0     | 0     | 0     | 0        | 0     | 0     | 1     | 0     | 0     | 2     | 0        | .000  | .083     | .000     | .083  |
| 2024      | LAD       | NLDS        | 5     | 21    | 18    | 4     | 4     | 0        | 0        | 2        | 10    | 3     | 0     | 3        | 0     | 0     | 3     | 2     | 0     | 3     | 0        | .222  | .333     | .556     | .889  |
| 2024      | LAD       | NLCS        | 6     | 31    | 26    | 6     | 9     | 4        | 0        | 2        | 19    | 9     | 2     | 0        | 0     | 1     | 1     | 0     | 0     | 2     | 0        | .346  | .452     | .731     | 1.182 |
| 2024      | LAD       | WS          | 5     | 23    | 18    | 4     | 5     | 1        | 0        | 0        | 6     | 4     | 0     | 0        | 0     | 2     | 3     | 1     | 0     | 2     | 1        | .278  | .348     | .333     | .681  |
| 出場：8回 | 出場：8回 | 出場：8回   | 74    | 339   | 293   | 54    | 76    | 22       | 0        | 8        | 122   | 34    | 16    | 1        | 0     | 5     | 40    | 7     | 1     | 54    | 4        | .259  | .345     | .416     | .762  |

- 2024年度シーズン終了時

### WBCでの打撃成績
| 年 度 | 代 表          | 試 合 | 打 席 | 打 数 | 得 点 | 安 打 | 二 塁 打 | 三 塁 打 | 本 塁 打 | 塁 打 | 打 点 | 盗 塁 | 盗 塁 死 | 犠 飛 | 四 球 | 敬 遠 | 死 球 | 三 振 | 併 殺 打 | 打 率 | 出 塁 率 | 長 打 率 |
| ----- | -------------- | ----- | ----- | ----- | ----- | ----- | -------- | -------- | -------- | ----- | ----- | ----- | -------- | ----- | ----- | ----- | ----- | ----- | -------- | ----- | -------- | -------- |
| 2023  | アメリカ合衆国 | 7     | 34    | 32    | 7     | 10    | 1        | 0        | 0        | 11    | 1     | 0     | 0        | 1     | 0     | 0     | 1     | 1     | 1        | .313  | .324     | .344     |

### 年度別守備成績
| 年 度 | 球 団 | 二塁（2B） | 二塁（2B） | 二塁（2B） | 二塁（2B） | 二塁（2B） | 二塁（2B） | 遊撃（SS） | 遊撃（SS） | 遊撃（SS） | 遊撃（SS） | 遊撃（SS） | 遊撃（SS） | 中堅（CF） | 中堅（CF） | 中堅（CF） | 中堅（CF） | 中堅（CF） | 中堅（CF） | 右翼（RF） | 右翼（RF） | 右翼（RF） | 右翼（RF） | 右翼（RF） | 右翼（RF） |
| 年 度 | 球 団 | 試 合      | 刺 殺      | 補 殺      | 失 策      | 併 殺      | 守 備 率   | 試 合      | 刺 殺      | 補 殺      | 失 策      | 併 殺      | 守 備 率   | 試 合      | 刺 殺      | 補 殺      | 失 策      | 併 殺      | 守 備 率   | 試 合      | 刺 殺      | 補 殺      | 失 策      | 併 殺      | 守 備 率   |
| ----- | ----- | ---------- | ---------- | ---------- | ---------- | ---------- | ---------- | ---------- | ---------- | ---------- | ---------- | ---------- | ---------- | ---------- | ---------- | ---------- | ---------- | ---------- | ---------- | ---------- | ---------- | ---------- | ---------- | ---------- | ---------- |
| 2014  | BOS   | 14         | 25         | 38         | 3          | 7          | .955       | -          | -          | -          | -          | -          | -          | 28         | 64         | 2          | 0          | 2          | 1.000      | 12         | 20         | 1          | 1          | 0          | .955       |
| 2015  | BOS   | -          | -          | -          | -          | -          | -          | -          | -          | -          | -          | -          | -          | 133        | 335        | 10         | 4          | 2          | .989       | 11         | 23         | 0          | 1          | 0          | .958       |
| 2016  | BOS   | -          | -          | -          | -          | -          | -          | -          | -          | -          | -          | -          | -          | -          | -          | -          | -          | -          | -          | 157        | 346        | 14         | 1          | 4          | .997       |
| 2017  | BOS   | -          | -          | -          | -          | -          | -          | -          | -          | -          | -          | -          | -          | -          | -          | -          | -          | -          | -          | 153        | 366        | 8          | 5          | 1          | .987       |
| 2018  | BOS   | 1          | 0          | 2          | 0          | 0          | 1.000      | -          | -          | -          | -          | -          | -          | 14         | 31         | 1          | 0          | 0          | .1000      | 120        | 241        | 4          | 1          | 0          | .996       |
| 2019  | BOS   | -          | -          | -          | -          | -          | -          | -          | -          | -          | -          | -          | -          | 17         | 46         | 2          | 1          | 0          | .980       | 132        | 274        | 8          | 1          | 0          | .996       |
| 2020  | LAD   | 1          | 0          | 2          | 0          | 0          | 1.000      | -          | -          | -          | -          | -          | -          | 1          | 0          | 0          | 0          | 0          | ----       | 52         | 113        | 1          | 4          | 0          | .966       |
| 2021  | LAD   | 7          | 6          | 9          | 0          | 3          | 1.000      | -          | -          | -          | -          | -          | -          | 30         | 50         | 0          | 1          | 0          | .980       | 98         | 151        | 1          | 2          | 1          | .987       |
| 2022  | LAD   | 7          | 9          | 15         | 0          | 7          | 1.000      | -          | -          | -          | -          | -          | -          | -          | -          | -          | -          | -          | -          | 136        | 298        | 8          | 2          | 4          | .994       |
| 2023  | LAD   | 70         | 87         | 136        | 2          | 33         | .991       | 16         | 16         | 27         | 3          | 4          | .935       | -          | -          | -          | -          | -          | -          | 107        | 141        | 8          | 0          | 1          | 1.000      |
| 2024  | LAD   | 18         | 13         | 20         | 0          | 3          | 1.000      | 65         | 86         | 150        | 9          | 30         | .963       | -          | -          | -          | -          | -          | -          | 43         | 77         | 1          | 3          | 0          | .963       |
| MLB   | MLB   | 118        | 140        | 222        | 5          | 53         | .986       | 81         | 102        | 177        | 12         | 34         | .959       | 223        | 526        | 15         | 6          | 4          | .989       | 1021       | 2050       | 54         | 21         | 11         | .990       |

- 2024年度シーズン終了時
- 各年度の太字はリーグ最高
- 各年度の太字年はゴールドグラブ賞受賞

### タイトル
MLB
- 首位打者：1回（2018年）

### 表彰
- シーズンMVP：1回（2018年）
- ベーブ・ルース賞：1回（2024年）
- シルバースラッガー賞：7回
  - 外野手部門：6回（2016年、2018年 - 2020年、2022年、2023年）
  - ユーティリティープレイヤー部門：1回（2024年）
- ゴールドグラブ賞（外野手部門）：6回（2016年 - 2020年、2022年）
- 優秀守備選手賞：1回（2016年）
- 最優秀守備選手賞：1回（2016年）
- フィールディング・バイブル・アワード：6回（2016年 - 2018年、2020年、2022年、2023年）
- ハート&ハッスル賞：1回（2018年）
- プレイヤー・オブ・ザ・マンス：3回（2016年7月、2023年8月、2024年4月）
- プレイヤー・オブ・ザ・ウィーク：3回（2015年6月16日 - 22日、2017年5月8日 - 14日・6月26日 - 7月2日）
- オールMLBチーム[56]
  - ファーストチーム（外野手）：4回（2020年、2022年 - 2024年）
  - セカンドチーム（外野手）：1回（2019年）

### 記録
MiLB
- オールスター・フューチャーズゲーム選出：1回（2014年）

MLB
- MLBオールスターゲーム選出：8回（2016年、2017年、2018年、2019年、2021年、2022年、2023年、2024年）
- サイクル安打：1回（2018年8月9日）
- 30-30クラブ：1回（2018年）

### 背番号
- 50（2014年 - ）

### 代表歴
- 2023 ワールド・ベースボール・クラシック アメリカ合衆国代表